# Anna Fedorowna Kusina

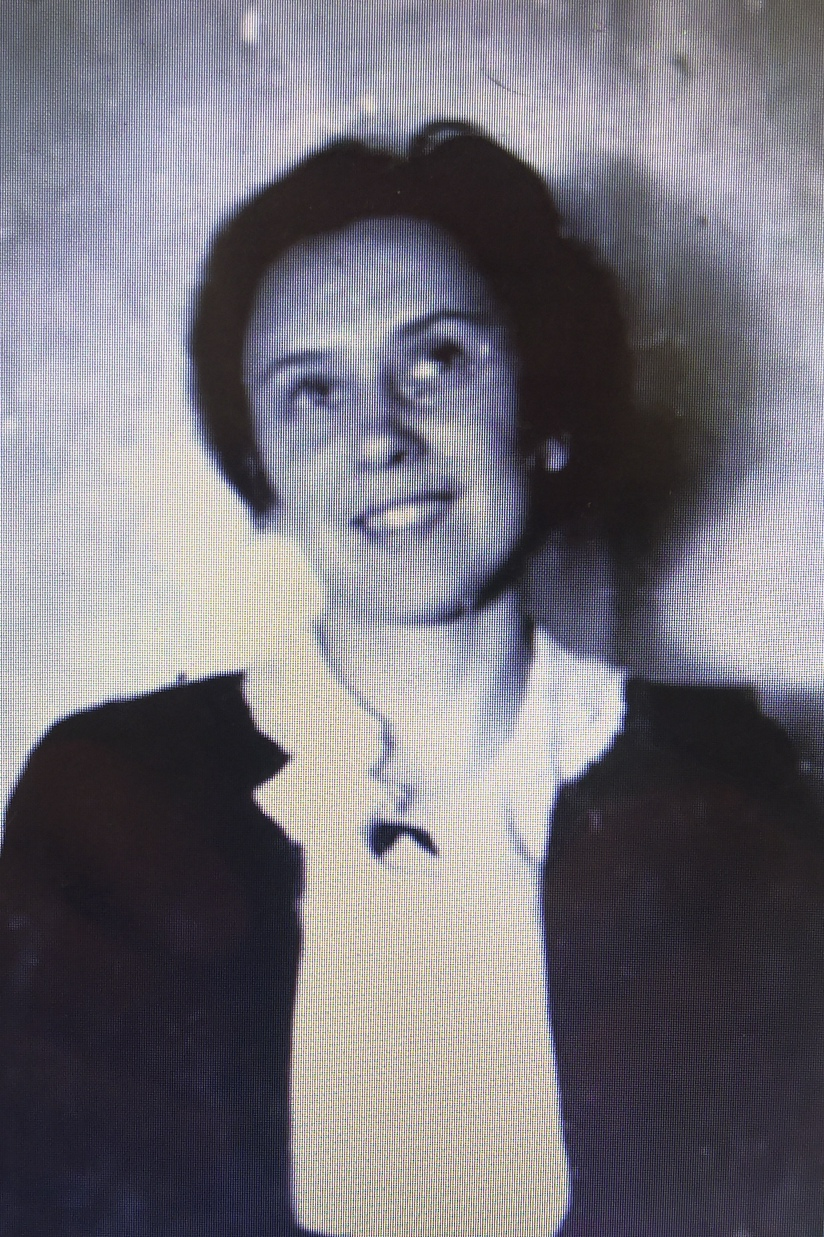
Anna Fedorowna Kusina, 1941

Anna Fedorowna Kusina, auch Kuzina geschrieben, russisch Анна Фёдоровна Кузина (* 6. August 1918 in Republik Karelien; † 1992) war eine russische Chemikerin (Radiochemie).
Kusina studierte 1936 bis 1941 Chemie am Institut für Chemische Technologie in Leningrad. Ab 1941 war sie nach Kasan evakuiert. 1943 heiratete sie Igor Semjonowitsch Panassjuk (1917–1972, russisch Игорь Семёнович Панасю́к), der ein Mitarbeiter von Igor Wassiljewitsch Kurtschatow war und mit dem sie zwei Söhne hatte (die Physiker wurden), zog nach Moskau und begann ihre Arbeit im sowjetischen Nuklearprogramm. Sie war Mitarbeiterin am ersten sowjetischen experimentellen Kernreaktor (F-1 im Kurtschatow-Institut, damals Labor 2, 1946, ein Graphitreaktor in einem Wasserbecken, der wesentlich von ihrem Ehemann Panassjuk entwickelt wurde) und war ab 1947 im geheimen sowjetischen Nuklearzentrum in Osjorsk (Tscheljabinsk) (bekannt als Tscheljabinsk-40). 1948 wurde dort der erste wirkliche Kernreaktor der Sowjetunion (A-1, Annuschka) gebaut – wobei Panassjuk die Konstruktion leitete – und erstes Plutonium produziert. Ab 1953 war sie wieder in Moskau und arbeitete am heutigen Institut für Physikalische Chemie der Russischen – damals sowjetischen – Akademie der Wissenschaften. Sie war Professorin und leitete bis 1987 die Technetium-Gruppe.
Sie ist für Forschungen zur Chemie von Technetium bekannt, unter anderem in Zusammenarbeit mit Wiktor Iwanowitsch Spizyn, mit dem sie 1957 erstmals größere Mengen Technetium in der Sowjetunion gewann (Reaktor in Krasnojarsk durch Bestrahlung von Molybdän mit Neutronen) und die Erzeugung in Reaktoren optimierte sowie 1980 im Verlag Nauka eine Monographie über Technetium veröffentlichte.